# Нижнеяблочный
Нижнеяблочный — хутор в Котельниковском районе Волгоградской области. Административный центр Нижнеяблочного сельского поселения.
Население - 1174 (2010)

## История
Основан в начале XIX века. Под названием Усть-Яблочной первые отмечен на карте Российской империи 1812 года. Хутор относился к юрту станицы Верхне-Курмоярской. Согласно Списку населённых мест Земли Войска Донского в 1859 году на хуторе Нижне-Яблочном имелось 28 дворов, проживало 119 мужчин и 98 женщин. Согласно переписи населения 1897 года на хуторе проживало 264 душ мужского и 290 женского пола. Большинство населения было неграмотным: грамотных мужчин - 94, женщин - 4.
Согласно алфавитному списку населенных мест Области войска Донского 1915 года земельный надел хутора составлял 3009 десятин, на хуторе имелись хуторское правление и школа, проживали 347 душ мужского и 352 женского пола
В 1921 году в составе Второго Донского округа включён в состав Царицынской губернии. С 1928 года - в составе Котельниковского района Сталинградского округа (округ ликвидирован в 1930 году) Нижневолжского края (с 1934 года - Сталинградский край.
В годы коллективизации образован колхоз имени Блюхера.
С 1935 по 1950 года в составе Верхне-Курмоярского района Сталинградского края (с 1936 года - Сталинградской области). В 1949 году в связи со строительством Цимлянского водохранилища хутор перенесён на новое место. В 1951 году на базе хуторов Нижне- и Верхнеяблочного был образован колхоз "Коллективист". В 1957 году хутора Нижнеяблочный, Верхнеяблочный, Красноярский и Чиганаки вошли в состав нового совхоза имени Карла Маркса.
С 1950 года в составе Котельниковского района. С 1983 года - административный центр Нижнеяблочного сельсовета, образованного в результате разукрупнения Красноярского сельсовета.

## Физико-географическая характеристика
Хутор расположен в степи, на берегу залива Цимлянского водохранилища, образовавшегося в нижнем течении реки Аксая Курмоярского. Первоначально хутор располагался при устье балки Яблочная.
Центр хутора расположен на высоте около 45 метров над уровнем моря. Местность имеет незначительный уклон по направлению к водохранилищу. Почвы - каштановые солонцеватые и солончаковые.
По автомобильным дорогам расстояние до областного центра города Волгограда составляет 210 км, до районного центра города Котельниково - 35 км. Ближайшие населённые пункты - хутор Красноярский (12 км к северо-западу) и хутор Верхнеяблочный (13 км)
Климат
Климат умеренный континентальный (согласно классификации климатов Кёппена - Dfa). Среднегодовая температура воздуха положительная и составляет + 9,0 °C. Средняя температура самого холодного января -5,8 °С, самого жаркого месяца июля +23,8 °С. Многолетняя норма осадков - 386 мм. В течение года количество осадков распределено относительно равномерно: наименьшее количество осадков выпадает в марте и октябре (по 25 мм), наибольшее количество - в июне (41 мм) и декабре (40 мм).
Часовой пояс
Нижнеяблочный, как и вся Волгоградская область, находится в часовой зоне МСК (московское время). Смещение применяемого времени относительно UTC составляет +3:00.

## Население
Динамика численности населения
| 1859 | 1873 | 1897 | 1915 | 2002 |
| ---- | ---- | ---- | ---- | ---- |
| 217  | 336  | 554  | 925  | 1254 |

| 2010 |
| ---- |
| 1174 |